# Zadobarje
Zadobarje je naselje u Karlovačkoj županiji, administrativno u sastavu grada Karlovca, a crkveno u župi Uzvišenja Svetog Križa – Završje Netretićko.

## Zemljopisni položaj
Zadobarje je smješteno sjeverozapadno od grada Karlovca. Sastoji se od više zaselaka : Klistra – središte mjesta, Fanjki, Jakšetići, Kružići, Metulji, Pavlići, Prališće, Suci, Šišnovići, Vojaki te Vuljanići (Lozanski Brig, Tirol). Također se prostrano područje prema karlovačkom gradskom naselju Velika Jelsa naziva Staro Zadobarje, a sastoji se od još nekoliko zasebnih zaselaka (Priselci,Petrići, Bridići). Mjesto se nalazi na desnoj obali rijeke Dobre dok su na lijevoj obali naselja Tomašnica i Grdun koja pripadaju pod susjedni grad Ozalj. Zbog svoje čistoće i bistrine Dobra je bogata raznim vrstama riba i vodozemaca te tokom godine, a posebno ljeti privlači velik broj izletnika.

## Stanovništvo
Prema popisu stanovništva iz 2001. godine, naselje je imalo 412 stanovnika te 130 obiteljskih kućanstava.
Neka od najčešćih i najpoznatijih starih zadobarskih prezimena su Fanjak, Sudac, Vuljanić, Jakšetić, Vojak, Grčić, Korenić, Metulj, Kružić, Kušan, Šišnović, Pavlić itd. Neka stara zadobarska prezimena su izumrla, poput Lozan ili Knezac, a uspomena na njih se očuvala u nekim toponimima (poput zaselka Lozanski Brig).
| broj stanovnika | 458   | 307   | 375   | 298   | 357   | 370   | 312   | 385   | 474   | 468   | 485   | 479   | 423   | 468   | 412   | 373   | 315   |
|                 | 1857. | 1869. | 1880. | 1890. | 1900. | 1910. | 1921. | 1931. | 1948. | 1953. | 1961. | 1971. | 1981. | 1991. | 2001. | 2011. | 2021. |

- 2001. – 412
- 1991. – 468 (Hrvati – 451, Srbi – 10, ostali – 7)
- 1981. – 423 (Hrvati – 403, Jugoslaveni – 8, Srbi – 5, ostali – 7)
- 1971. – 479 (Hrvati – 479)

## Povijest
Zadobarje (do 1961. godine je službeni naziv mjesta glasio Zadoborje) se spominje 1441. godine zajedno s Tomašnicom, Grdunom i Dobrom (Novigrad na Dobri). Župa Sv. Križa u Završju (Zavrhi) Netretićkom, kojoj danas pripada Zadobarje, spominje se 1334. godine u statutu Zagrebačke biskupije arhiđakona Ivana Goričkog kao jedna od župa podgorskog kotara goričkog arhiđakonata.
Hrvati su te prostore naselili već u 7. stoljeću te se za vrijeme hrvatskih narodnih vladara i kasnije organiziraju u župe ili županije. Ovaj dio srednjovjekovne Hrvatske je obuhvaćala Gorička županija koja se prostirala južno od rijeke Kupe. U opsegu stare goričke županije živjelo je već u najstarije vrijeme više slobodnih plemenskih općina, ili kako su se one same nazivale: bratstva plemenitih ljudi.
Karlovački povjesničar iz 19. stoljeća Radoslav Lopašić u svom djelu Oko Kupe i Korane kaže da se za kraj oko rijeke Dobre tamo već u srednjem vijeku nalazi slobodna općina zadobarska, oštrovrška, stativsku, završku i tomašničku te kaže da su već u 16. stoljeću ove općine spadale pod vlastelinstvo Ozalj. Ozljem i okolicom kao i velikim dijelom Hrvatske tada vladaju ugledne hrvatske plemićke obitelji knezova Zrinskih i Frankopana. Na čelu općina bio je sudac, kod nekih nazivan rihtarom, dok je u Zadobarju kao i u Draganiću nazivan županom. Ove su slobodne plemenske općine imale svoje običaje i uredbe, bile su vrlo samostalne i neovisne, radnje koje su imale obavljati bile su namijenjene općem dobru, a poglavito obrani od neprijatelja. No to se s vremenom mijenjalo.
Sve ove plemenske općine u području grada Ozlja su tijekom 16. stoljeća izgubile svoju slobodu i nezavisnost, a slobodni žitelji su većinom postali kmetovi. Tome je posebno pogodovalo što su Zrinski i Frankopani počeli dijeliti dijelove ogromnog ozaljskog vlastelinstva svojim miljenicima i odanim vazalima. 
U uvodnici Zagrebačkog kaptola iz 1441. godine spominje se da su Fabijana Šafara od Doljana u Gackoj, kaštelana grada Ozlja u dvor Tomašnicu na Dobri uveli plemići Ivan Grdunski (de Gardo), Franjo Dobranski (de Dobrijan), Luka Ivanković Stativski (Ztathauich), Matija Fabijanov od Zadoborja (Zadobran) i Juraj Miklić, župan u Zadobarju, dok je svjedok bio vlastelin Juraj sin Mateja od Zvečaja. 
Stjepan Frankopan je 1566. godine podijelio starinskom plemiću Ivanu Mogoriću iz Like imanje i sela u Zadoborju koja su se nalazila u opsegu novogradske gospoštine.
U ovo doba nastanjeni su u Zadobarju i rođaci Petra Kružića, istaknutog hrvatskog vojskovođe i branitelja utvrde Klis, koji su se još 1533. godine sklonili u tada frankopanski grad Kladušu. Potomci ove obitelji, od koje potječe Ivan Kružić koji je 1650. godine bio sudac zagrebačke županije, cijelo su to vrijeme održali prezime i svijest o svom podrijetlu, iako su stoljećima živjeli kao obični seljaci. Legenda govori da je središte Zadobarja, Klistra, nazvana tako upravo u spomen na junačku obranu Klisa i njegovog zapovjednika Petra Kružića. Po njima se naziva i jedan od zadobarskih zaselaka koji se često isticao kao zasebno naselje.
Župa Sv. Križa je poznata po tome što se u njoj dugo održalo glagoljaštvo i glagoljsko hrvatsko pismo, a vizita župe 1686. godine kaže da u župi nema latinskog misala, već samo glagoljski. O očuvanosti glagoljske tradicije u tom kraju govore i nedavno otkrivene bogate freske i glagoljski natpisi u kapeli Sv. Antuna Pustinjaka u Zadobarju, čiji je najstariji dio sagrađen još u srednjem vijeku. Bogate glagoljske freske su također pronađene u susjednoj crkvi Bl. Dj. Marije Marije u Novigradu na Dobri. U oporuci plemkinje Barbare Peranski iz 1696. se spominje crkva Sv. Antuna u Zadobarju koja je ober Tomašnice.
Zadobarska kapela sv, Antuna Pustinjaka je izgrađena još u srednjem vijeku, a u njoj su pronađene bogate freske.
Godine 1933./34. godine u mjestu je proradila osnovna škola, a nakon Drugog svjetskog rata je sagrađena i suvremena školska zgrada. Osnovno je obrazovanje do tada bilo vrlo otežano zbog udaljenosti najbližih škola. 
U Drugom svjetskom ratu i poraću te Domovinskom ratu stradalo je i nestalo 48 mještana.

## Kultura i znamenitosti

### Kapela sv. Antuna Pustinjaka
Jedna je od najstarijih kapela župe Sv. Križ – Završje. Sagrađena je u srednjem vijeku, a u 17. stoljeću spominje se da ima svođenu apsidu. Predvorje je naknadno prezidano i pripojeno lađi. Današnja sakristija se spominje 1757. godine. Pod od dasaka zamijenjen je klesanim pločama 1771. godine, a svetište opekom. U 19. stoljeću kapela je doživjela višestruke obnove. Krovište je promijenjeno 1871, te je dotadašnji oslikani tabulat zamijenjen drvenim bačvastim svodom. Zidan je zvonik koji je izbočen kao plitki rizalit na pročelju, dok je ispod njega masivno pjevalište. Glavni oltar je posvećen Svetom Antunu Pustinjaku, a u lađi su manji oltari Svete Ane i Blažene Djevice Marije. Uz glavni kip nalaze se i pokrajni Svetog Antuna Padovanskog i Svete Marije Magdalene. Kip ove svetice prenesen je ovamo iz napuštene kapele u zaselku Šišnovići čiji ostatci još i danas postoje.
Prije nekoliko godina u kapelici Svetog Antuna Pustinjaka otkrivene su dotad nepoznate freske. One su, kako je procijenjeno, nastale krajem 15. stoljeća u prostoru najstarijeg dijela crkve, a radi se o bogatim oslicima za koje se pretpostavlja da imaju veze s blizinom pavlinske crkve i samostana u Sveticama te da se radi o zrinsko-frankopanskom posjedu. Kapelica je inače građena u tri dijela, a za taj najstariji pretpostavlja se da je oslikan i izvana, ali to će pokazati daljnja istraživanja. Otkrivene freske živih su boja, a prikazuju razne biblijske motive te apostole koji su nalikani na način da drže predmet od kojeg su poginuli i žrtvovali se za vjeru. Iznad njih je Isus Krist te zaštitnik mjesta Sveti Antun Pustinjak.
Iza kapele nalazi se mjesno groblje.

### Kultura
Jedna od posebnosti Zadobarja je običaj igre kotačkanje koji se tradicionalno održava na Uskrsnu nedjelju. 
U Zadobarju djeluje Kulturno-umjetničko društvo Zadobarje osnovano 1995. godine na inicijativu Mjesnog odbora Zadobarje. Aktivno je započelo s radom 2001. godine, a na smotrama izvornog folklora prikazuje običaje, pjesme i plesove svoga kraja. Djelovanjem ovog Društva obnovljeni su običaji Jurjeva, krijesnica, pranja na Dobri, žetve, rada u vinogradu i božićni običaja. Neki od ovih običaja prikazani su na lokalnoj karlovačkoj postaji TV 4 rijeke. KUD aktivno djeluje na očuvanju hrvatske narodne baštine karlovačkog, dobranskog kraja.
KUD Zadobarje surađuje s istarskim glazbenikom Livijom Morosinom koji je uglazbio izvornu pjesmu "Jutros sam se rano stala". S tom pjesmom su zajedno nastupili na Međunarodnom etno festivalu u Neumu i humanitarnom koncertu u Koprivnici krajem 2007. godine te u TV emisiji Bingo. Društvo je izdalo dvostruki album Kud Dobrica bistra teče sa 64 glazbena zapisa krajem 2006. godine. Početkom 2007. godine izdali su DVD Lipa naša svetokriška fara s pučkim crkvenim pjesmama uz pratnju crkvenih orgulja. Vrlo aktivna glumačka sekcija u Zadobarju osvojila je prvo mjesto na Županijskoj smotri kazališnih amatera s predstavom Sirotica i bogataš (Kastav 2009.) i Plan B (Pazin 2017.).
Godine 2005. Mjesni odbor Zadobarje u suradnji s KUD-om Zadobarje inicirao je postavljanje spomen-ploče i križa za 48 poginulih i nestalih mještana u Drugom svjetskom ratu i poraću te Domovinskom ratu. Na Cvijetnicu se održavala sveta misa u spomen žrtvama.

### Obrazovanje
U mjestuje djelovala područna osnovna škola s četiri razreda koju su pohađala djeca iz Zadobarja te susjedne Tomašnice. Područna škola Zadobarje zatvorena je 2020. godine. 

## Promet
Preko dva drvena mosta na rijeci Dobri prometuje se kroz Zadobarje prema Tomašnici, Grdunu, Ozlju, Netretiću i Sloveniji.

## Gospodarstvo
Mještani Zadobarja od davnine su bili seljaci koji su obrađivali zemlju, uzgajali vinograde i voćnjake. Zadobarci su bili i vrsni tesari i građevinski radnici koji su izrađivali krovišta kuća u svojim selima i okolici. Također su izrađivali tzv. "buturice" tj. tesane luči koje su nosili u grad kako bi građani imali s čime ložiti vatru. 
Rijeku Dobra je u prošlosti često plavila taj kraj pa je zemlja bila močvarna i neobradiva. Nakon iskapanja kanala od Dobre prema Zadobarje se preporodilo. Kod velikih oborina nema više poplava, a ljudi imaju kvalitetne oranice. Zadobarje se u gospodarskom smislu razvija nakon 1991. godine. U ovaj zapostavljani kraj uvedena je telefonska linija, rekonstruirana električna mreža, postavljene nove električne podstanice, stupovi javne rasvjete. Mnogi su seoski putevi asfaltirani po prvi puta. Izgrađena je mjesna mrtvačnica, a oobnovljena kapelica. Zadobarje i okolica su posebno prepoznati među ljudima željnih odmora, rekreacije i kupanja pa je tako u zadnje vrijeme niknulo pravo vikendaško naselje duž obale Dobre prema Grdunu. Broj vikendaša ljeti gotovo dostiže broj domaćeg stanovništva.
Mlađe stanovništvo danas pretežito odlazi raditi u Karlovac. 

## Vanjske poveznice
- Zadobarje na fallingrain.com
- Karlovački tjednik  Arhivirana inačica izvorne stranice od 6. listopada 2007. (Wayback Machine) Značajno otkriće u kapelici u karlovačkom naselju Zadobarje
- HPD Martinšćak  Arhivirana inačica izvorne stranice od 24. prosinca 2007. (Wayback Machine) Obilaznica oko Karlovca " 4 rijeke karlovačke " (ima fotografija)